# Димитър Попзлатанов
 Тази статия е за политика.  За волейболиста вижте Димитър Златанов.  
Димитър Попзлатанов (Златанов) Каратанасов (изписване до 1945 година: Димитъръ попъ Златановъ Каратанасовъ) е деец на Българската комунистическа партия, кмет на Търговище от 1950 до 1959 година.

## Биография
Димитър Попзлатанов е роден в 1897 година в костурското българско село Бобища, тогава в Османската империя в семейството на българския учител, по-късно свещеник Златко Каратанасов. В 1906 година баща му се установява в преславското село Кирилово. Димитър Попзлатанов става телеграфист. От 1917 година е член на БРСДП (т. с.). В 1919 година участва в Транспортната стачка в Шумен.
В 1922 година Димитър Попзлатанов се установява в Търговище. Работи като жп чиновник. Участва в нелегалната дейност на БКП. Взима участие в Септемврийското въстание. Член е на военната организация на БКП в Търговище, като е началник на един от трите сектора - северната част на града и селата между Шуменско и Разградско шосе. В 1943 година е арестуван, осъден и лежи в затвора до 1944 година. След Деветосептемврийския преврат е член на Градския и на Окръжния комитет на БКП в Търговище. От 1 август 1950 до април 1959 година е председател на Изпълнителния комитет на Градския народен съвет (кмет) на Търговище.
Оставя спомени.